# 夏へのトンネル、さよならの出口
『夏へのトンネル、さよならの出口』（なつへのトンネル さよならのでぐち）は、八目迷による日本のライトノベル。イラストはくっかが担当している。略称は「夏トン」。第13回小学館ライトノベル大賞にて『僕がウラシマトンネルを抜ける時』のタイトルでガガガ賞および審査員特別賞を受賞し、ガガガ文庫（小学館）より2019年7月に刊行された。
劇場アニメ『夏へのトンネル、さよならの出口』の入場者プレゼントで本編のその後を描いた短編小説『さよならのあと、いつもへの入り口』が書き下ろされた。

## あらすじ
作中の架空の駅、香崎（）を舞台に起こる物語である。主人公の塔野カオルは電車の中で女子たちが噂をしているのを聞いた。
「ウラシマトンネルって、知ってる？ そこに入れば欲しいものがなんでも手に入るんだけど、その代わりに年を取っちゃうのー。」
塔野の通う香崎高校の2年A組に転校生、花城あんずが家庭の事情で東京から越してきた。クラスの女王、川崎小春は、さっそく花城をパシリに使おうとして、飲み物を買ってこさせるが、花城に自分の目の前で飲まれてしまう。
塔野はその日の夜、家から30分、線路伝いに歩いて、噂のウラシマトンネルを見つける。このトンネルに入れば、5年前に死んだ妹、カレンを取り戻すことができるかもしれない。トンネルの入口あたりを覗いて、妹のサンダルと妹が飼っていたインコを見つけて戻ってきたら、1週間も留守にしていたことになっていた。トンネルの中の時間は外と違っている。
先週（塔野からすれば昨日）の花城の行動の仕返しに、川崎は花城の上履きを隠すイタズラをして殴られてしまう。川崎はその報復に上級生の不良を連れてきて、花城を呼び出して殴り合いが起こってしまう。そこへ塔野と加賀が駆けつけて事態はおさまるのだが、花城が不良のこめかみにペンを刺したため、不良は学校へ来なくなってしまう。
放課後に塔野は、一人で再度、ウラシマトンネルの検証を始める。「年をとる」は、トンネルの中は「時間の経過が遅い」で、「欲しい物が何でも手に入る」は、何でも手に入るわけでも、自分の欲しい物が現れるわけでもないことはわかった。とりあえず、亡くなった妹に会う方法を探る塔野だったが、花城あんずに見つかってしまう。二人は互いの欲しい物を手に入れるために協力関係を結ぶ。一方、先生の依頼で、学校に出てこなくなった川崎を訪ねて、彼女の立ち直りのために話し合う。川崎はまた学校に出てくるようになり、昼は一緒に弁当を食べることになる。川崎は花城を自分の成長のための手本にするつもりだった。
7月12日の金曜日、次が土日でさらに学校の創立記念日が月曜で、都合よく3連休になるため、花城とウラシマトンネルの調査にかかる。トンネルの中で二人が見つけたのは、花城が子どもの頃に描いた漫画の原稿だった。彼女がトンネルに期待したのは、なにか特別なものになるためのきっかけだった。花城は自分の住まいに塔野を招き、叔母と暮らしていること、そして壁一面を覆うほどの本棚を見せ、漫画を描き続けることで親から見捨てられたことを告げる。
夏休み中、花城から夏祭りへ行く誘いのメールが届いた。誘いに乗って夏祭りに行った塔野は、最初は楽しかったものの、途中で父と離婚した母と会ってしまう。その後帰宅すると、父から新しい結婚相手と結婚すると告げられ、塔野は母もカレンも忘れて生きようとする父に吐き気がして、嘔吐する。
二人は夏休みの間に、塔野は妹を取り戻し、花城は新しい自分になれるためにトンネルの探索計画を立てていたが、塔野が先走って一人でトンネルに入ってしまう。花城は漫画のコンテストで受賞には及ばなかったものの、プロを目指すよう編集者から誘われる。しかし、相談しようにも塔野の携帯にはつながらない。トンネルに駆けつけた花城が見つけたのは、塔野からのメッセージの入ったビンだった。「お前は、漫画家になるべき人間だ、だからお前は置いて一人で行く。君はぼくにとってすでに特別な人間なんだよ」と。
それから、花城は漫画家として商業誌へも連載するようになり、それも完結し本として出たことで、彼女は再びトンネルに塔野を探しに行く。トンネルに入って塔野と再会し、彼を連れ出すことにする。彼の妹はトンネルの中でしか存在できず、連れ出すことはできなかった。あれから13年が経過し、塔野は17歳の体のまま30歳になっていた。中卒の学歴で、普通の就職もままならないところで、花城がアシスタント兼人生のパートナーにとオファーし、彼はそれを受けることにする。

## 登場人物
声の項は特記が無い限り劇場アニメの声優。
塔野カオル（）
声 - 鈴鹿央士 / 多田啓太（オーディオブック）
本作の主人公。不慮の事故により妹を亡くした田舎の高校生。自身の生い立ちによって芯のない冷めた性格をしており、流されるままに日々を過ごしていた。
八目はカオルについて、八目自身の多くのものを背負ってもらうつもりで書いたとしている。
花城あんず（）
声 - 飯豊まりえ / 吉岡茉祐（オーディオブック）
本作のヒロイン。ある事情で田舎へ転校してきた少女。カオルのクラスメイト。クールな外見とは裏腹に情熱と憧れを宿している芯の強い性格で、歯に衣着せぬ物言いや高潔な態度によって周囲と衝突することもある。
八目はあんずについて、能力は他者より優れているが、あくまで一般的な10代の少女であり、特に喜怒哀楽を意識して書いたキャラクターだとしている。
川崎小春（）
声 - 小宮有紗 / 朝日奈丸佳（オーディオブック）
クラスの女王様ポジションにいる少女。プライドが高く、良くも悪くも素直な性格であり、それゆえに調子に乗りやすかったり傷つきやすかったりする。
八目は川崎について、本作で書いていて一番楽しかったキャラクターとして名前を挙げ、本作で一番成長したキャラクターかもしれないとしている。
加賀翔平（）
声 - 畠中祐 / 植木慎英（オーディオブック）
カオルの友人。
塔野カレン（）
声 - 小林星蘭 / 中井美琴（オーディオブック）
カオルの妹。
浜本（）先生
声 - 照井春佳 / 三重野帆貴（オーディオブック）
カオルのクラスの担任。
カオルの父
声 - 小山力也

## 用語
ウラシマトンネル
中に入ることによって、年を取る代わりに欲しいものが手に入るという都市伝説上のトンネル。
映画『インターステラー』に登場する、重力が非常に強く、時間の流れが異常に遅いとされる、架空の惑星である「ミラー博士の星」から着想を得ている。

## 作風
夏、青春、SFの3つの要素に、ノスタルジックな雰囲気をいくらか加えたボーイ・ミーツ・ガール。本作は「前進」をテーマとしており、八目は、時間の流れが狂う未知の空間であるウラシマトンネルを舞台に、焦燥感や不安を抱きながらも、人はどれだけ希望を持って前に進めるかを表現することを意識した。また、ウラシマトンネルを通じて距離が縮まっていく主人公とヒロイン、その2人を取り巻く人間ドラマが見どころの一つだとしている。
八目迷〈時と四季〉シリーズの一つ。本作のテーマは「夏」と「早送り」。

## 制作背景
作者の八目は、『時をかける少女』『ほしのこえ』『七回死んだ男』『刻刻』などの影響で、以前から時間にギミックのある話を執筆したいという思いがあり、前述した『インターステラー』を鑑賞し、主人公たちが「ミラー博士の星」に着陸してから任務を急いで終わらせようとする焦燥感や、任務終了後になってから膨大な時間を浪費してしまったことを知る取り返しのつかなさに感銘を受け、本作の執筆に至った。

## 評価
第13回小学館ライトノベル大賞にて『僕がウラシマトンネルを抜ける時』のタイトルでガガガ賞および審査員特別賞を受賞。ゲスト審査員を務めた浅井ラボは本作を以下のように評している。
また、『このライトノベルがすごい！2020』では文庫部門で第9位、新作部門で第5位に選出されている。

## 既刊一覧
- 八目迷（著）・くっか（イラスト）『夏へのトンネル、さよならの出口』小学館〈ガガガ文庫〉、2019年7月18日発売[14]、ISBN 978-4-09-451802-3

## オーディオブック
2020年4月20日からガガガ文庫×81プロデュースによりデータ配信で各販売サイトにて配信開始。

## 漫画
『夏へのトンネル、さよならの出口 群青』のタイトルで、小うどんが作画を担当するコミカライズが『月刊サンデーGX』（小学館）にて2020年7月から2021年11月まで連載された。
- 八目迷（原作）・くっか（キャラクター原案）・小うどん（作画）『夏へのトンネル、さよならの出口 群青』小学館〈サンデーGXコミックス〉、全4巻
  1. 2020年12月18日発売[17]、ISBN 978-4-09-157619-4
  2. 2021年3月18日発売[18]、ISBN 978-4-09-157632-3
  3. 2021年8月19日発売[19]、ISBN 978-4-09-157648-4
  4. 2021年12月17日発売[20]、ISBN 978-4-09-157666-8

## 劇場アニメ
2021年12月に劇場版アニメ化が発表された。2022年9月9日に公開。鈴鹿央士と飯豊まりえのダブル主演。
監督の田口によると、キャラクターの演技をできるだけリアルにするために、先に収録を行ってから声に合わせて絵を作ったという。他にもこだわった要素として背景を挙げ、空模様をシーンごとに変更するなどの細かい調整も行ったと述べている。
2022年、富川（プチョン）国際アニメーション映画祭で特別賞を受賞、また第32回日本映画批評家大賞アニメーション作品賞を受賞した。
さらに、2023年にはアヌシー国際アニメーション映画祭で特別賞であるポール・グリモー賞を受賞した。

### あらすじ
香崎という港町に住む塔野カオルは、酔って帰宅しては自分を殴る父親との2人暮らしにうんざりしていた。そんなカオルのクラスに花城あんずが転校して来るが、あんずは誰とも友達付き合いしようとせず、クラスで浮いている。
ある夜、父に殴られ家を飛び出したカオルは線路の先の森の中で不思議なトンネルを見つけた。カオルはモミジが光り輝く内部で妹の靴と、昔飼っていたインコを見つける。すぐにトンネルから出たが、外の世界では1週間が経過していた。
インコは何年も前に死んだはずなのに、家に連れ帰っても生きている。カオルはそのトンネルが都市伝説に聞く「ウラシマトンネル」だと確信し、もう一度入ってみる。しかし、あんずが付いて来たために慌てて外に出ると、それだけで5時間が経過していた。
「ウラシマトンネル」は欲しいものが手に入るが、時間が100年も過ぎるという噂だった。カオルとあんずはトンネルを2人だけの秘密として共同戦線を張り、トンネル内でメールが届くかなどを調査する。
2人は3連休に旅行すると嘘をつき、トンネルに入って「欲しいもの」を手に入れる計画を立てる。カオルが欲しいのは死んだ妹のカレンだった。妹は幼い頃にカオルのためにカブトムシを獲ろうと木に登り、落ちて死んだのだ。その後、母親は離婚し、父親は「お前のせいだ」とカオルを責め続けていた。あんずはタイムリミットを少しオーバーしたが、古い漫画原稿をゲットする。それは、親に破り捨てられた、あんずの拙い処女作の原稿だった。
あんずが欲しいのは漫画家になるための特別な才能だった。売れない漫画家だった祖父の本は、今は本屋に置かれていない。自分は後世に残る作品を描きたいが、あんずは全く自信が持てないのだ。
カオルとあんずは夏休みに再びトンネルに入る計画を立て、夏祭りを楽しむ。だが、カオルが家に帰ると父親が見知らぬ「新しい母親」と寿司を食べていた。カオルは自分の居場所が無くなったことを痛感する。あんずからは、出版社に送った漫画原稿が編集者の目にとまったと打ち明けられ、カオルは彼女の才能を確信した。
あんずは決行予定の8月2日にカオルの家を訪ね、カオルが前夜のうちに出発していたことを知る。そこへカオルからメールが届いた。「ウラシマトンネルは“欲しいもの”ではなく、“無くしたもの”が手に入る。あんずは既に才能を持っているから漫画を描け」と諭され、あんずはトンネル入りを断念する。
カオルはトンネル内を14時間以上（外の世界の4年分）も進む。カオルは途中で両親の幻を見たが無視し、ついに光り輝く自宅の玄関を見つける。そこは妹のカレンとカオルが2人きりで住むママゴトのような夢の部屋だった。そこへ、届かないはずのあんずからのメールが着信した。カオルはカレンの側にいたかったが、カレンに後押しされて部屋を出て、あんずの元へ戻ろうとトンネルを走る。カレンは「行ってらっしゃい」と笑顔で見送る。
あんずは外の世界で人気漫画家となっているが、最近はスランプ気味であった。そこへカオルからのメールが届き、トンネルに駆けつけてカオルを見つける。「待たせてごめん」と目覚めたカオルに、あんずはキスをした。

### キャスト
- 塔野カオル - 鈴鹿央士[8]
- 花城あんず - 飯豊まりえ[8]
- 加賀翔平 - 畠中祐[27]
- 川崎小春 - 小宮有紗[27]
- 浜本先生 - 照井春佳[27]
- カオルの父 - 小山力也[27]
- 塔野カレン - 小林星蘭[27]

### スタッフ
- 原作 - 八目迷[8]
- キャラクター原案・原作イラスト - くっか[8]
- 監督・脚本・絵コンテ・演出 - 田口智久[2][22]
- キャラクターデザイン・総作画監督 - 矢吹智美[8]
- 作画監督 - 立川聖治、矢吹智美、長谷川亨雄、加藤やすひさ
- プロップデザイン - 稲留和美
- 演出 - 三宅寛治
- 色彩設計 - 合田沙織[22]
- 美術設定 - 綱頭瑛子（草薙）
- 美術ボード - 栗林大貴（草薙）
- 美術監督 - 畠山佑貴（草薙）、栗林大貴[22]
- 撮影監督 - 星名工[22]
- CG監督 - さいとうつかさ（チップチューン）[22]
- 編集 - 三嶋彰紀[22]
- 音楽 - 富貴晴美[22]
- 音響監督 - 飯田里樹[22]
- 音響制作 - スタジオマウス
- 音響制作担当 - 鵜澤加奈
- 設定制作 - 西川真剛
- 制作 - 金澤明之介、田口慶次郎、豆田真起子
- 制作プロデューサー - 松尾亮一郎[22]
- アニメーション制作 - CLAP[2]
- 主題歌 / 挿入歌 - eill「フィナーレ。」/ 「プレロマンス」「片っぽ」 [28]
- 配給 - ポニーキャニオン[8]
- 製作 - 映画『夏へのトンネル、さよならの出口』製作委員会[22]